# Dia de Cornos
O Dia dos Cornos, é uma festa profana celebrada no dia 25 de Abril, dia de São Marcos , nos Açores, principalmente nas Ilhas de Pico e Faial, e especialmente nas freguesias de São Mateus , em Madalena ,  e dos Cedros, no Faial.
A celebração foi praticamente esquecida após o 25 de Abril de 1974, sendo que subsistem pequenas tradições relativas a essa festividade.

## Histórico e folclore
A comunidade realizava os festejos dos cornos, no dia de São Marcos, saindo da igreja de São Mateus, todos os anos. O evento consistia numa procissão que levava até o templo uma coroa com um corno na ponta que, após receber a bênção, coroava todos os homens casados.
Certa feita, entretanto, o padre proibiu a conotação religiosa do evento. Reza a lenda que, então, no ano seguinte, enquanto o povo seguia a parte profana do Dia de Cornos, realizava o padre a missa do dia de São Marcos, quando pela igreja entrou uma rês que foi-se ajoelhar diante do púlpito - dando a todos a certeza de que o evento, mesmo sem o aval do sacerdote, tinha a bênção dos céus.

## O festejo
Consiste na bênção da coroa e, após isto, um escrivão e um mordomo a levava até cada homem casado do lugar, para ser coroado. Os solteiros, chamados de burros, apenas assistiam, esperando para quando, uma vez contraído o matrimónio, pudessem também ser coroados.
O casado ajoelhava-se e era coroado pelo mordomo, enquanto o escrivão riscava seu nome da lista.
Nem todos as pessoas aceitavam de bom grado a imposição dos cornos havendo por vezes lugar a insultos e ameaças mas no fim todos se submetiam.